# Saison 3 des Experts : Miami
Chronologie
Saison 2 des Experts : Miami Saison 4 des Experts : Miami
Cet article présente le guide des épisodes de la saison 3 de la série télévisée Les Experts : Miami (CSI: Miami).

## Distribution de la saison

### Acteurs principaux
- David Caruso (VF : Bernard Métraux) : Horatio Caine
- Emily Procter (VF : Rafaèle Moutier) : Calleigh Duquesne
- Rory Cochrane (VF : Tanguy Goasdoué) : Tim Speedle (épisode 1)
- Adam Rodriguez (VF : Cyrille Artaux) : l'inspecteur Eric Delko
- Khandi Alexander (VF : Annie Milon) : Dr Alexx Woods
- Sofia Milos (VF : Anna Macina) : Yelina Salas
- Jonathan Togo (VF : Valentin Merlet) : l'inspecteur Ryan Wolfe (dès l'épisode 3)

### Acteurs récurrents et invités
- Rex Linn (VF : Jean-Pierre Bagot) : le sergent Frank Tripp
- Boti Ann Bliss (VF : Céline Ronté) : Maxine Valera
- David Lee Smith (VF : Gérard Sergue) : Rick Stetler
- Brooke Bloom (VF : Rachel Arditi) : Cynthia Wells
- Brian Poth (VF : Xavier Thiam) : Tyler Jenson
- Alex Buck : Ray Caine, Jr. (épisodes 6, 16, 23 et 24)
- Michael B. Silver (VF : Thomas Roditi) : Peter Elliot (épisodes 14 et 17)
- Gonzalo Menendez (VF : Gérard Darier) : Clavo Cruz (épisode 15)
- Azura Skye (VF : Adeline Moreau) : Suzie Barnum (épisode 16)
- Amy Laughlin (VF : Laura Blanc) : Erica Sikes (épisode 24)
- William Mapother : Pete Keller (épisode 1)
- Cristián de la Fuente (VF : Aliocha Itovich) : Sam Belmontes (épisodes 1 et 4)
- Noah Gray-Cabey : Stevie Valdez (épisode 2)
- Channing Tatum (VF : Axel Kiener) : Bob Davenport (épisode 2)
- Bokeem Woodbine (VF : Jean-Paul Pitolin) : B-Slick / Byron Middlebrook (épisode 2)
- Laz Alonso : Deuce Deuce / Dennis Delabeck (épisode 2)
- Stephen Tobolowsky (VF : Jean-Marie Galley) : Don Haffman (épisodes 2 et 19)
- Marlene Forte : la juge Veracruz (épisode 2)
- Kate Mara : Stéphanie Brooks (épisode 4)
- Sam Huntington (VF : Stéphane Pouplard) : Justin Gillespie (épisode 4)
- Finn Wittrock : Chad Van Horn (épisode 4)
- Jack Coleman : Martin Gillespie (épisode 4)
- Paul Wesley : Jack Warner Bradford (épisode 5)
- Emilie de Ravin (VF : Léa Gabriele) : Venus Robinson (épisode 5)
- Kendall Schmidt : Dominic Abeyta (épisode 6)
- Beth Broderick : Mona Daniels (épisode 7)
- Manny Perez : Manny Orantes (épisode 7)
- Tamara Taylor : Leslie Harrison (épisode 7)
- Debi Mazar : Rebecca Briggs (épisode 8)
- Cameron Daddo : Stanley Hemming (épisode 10)
- Holly Valance : Kay Coleman (épisode 11)
- Judy Greer (VF : Anne Massoteau) : Pamela Warren (épisode 12)
- Jose Pablo Cantillo : Juan Fernandez (épisode 14)
- Michael Trucco : Mitch Lockhart (épisode 14)
- John Pyper-Ferguson : Eddie Michaelson (épisode 14)
- Sonia Braga : Marta Cruz (épisode 15)
- Arielle Kebbel : Pam Carter (épisode 16)
- David Paetkau : Jeff McGill (épisode 16)
- Jeffrey Donovan (VF : Jean-François Cros) : Todd Kendrick (épisode 16)
- Taryn Manning : Heidi Dillon (épisode 17)
- Tony Hawk : Jake Sullivan (épisode 18)
- Zac Efron : Seth Dawson (épisode 19)
- Willie Garson : Ian Sutter (épisode 19)
- Tim Guinee : Carl Dawson (épisode 19)
- Mark Deklin : Russell Edge (épisode 19)

## Épisodes

### Épisode 1:Disparitions
- États-Unis /  Canada : 20 septembre 2004 sur CBS / CTV[1]
- France : 6 mars 2005 sur TF1 [2]
- Québec : 3 septembre 2007 sur Séries+[3]

- États-Unis : 22,45 millions de téléspectateurs[4] (première diffusion)
- Canada : 2,884 millions de téléspectateurs[5]
- France : 8,08 millions de téléspectateurs[6] (rediffusion)

- Lauren Storm (Cameron)
- Sean Cw Johnson (Justin)
- John Sanderford (Reed Williams)
- Missy Crider (Tawny Williams / Sissi Huber)
- Sam Bell (Ken Timmons)
- Colton Shires (Joey Williams)
- Leslie Odom Jr. (Joseph Kayle)
- Boti Ann Bliss (Valera)
- Rudolf Martin (Rudy Slovenko)
- David Lee Smith (Lieutenant Rick Stetler des Affaires Internes)
- William Mapother (Pete Heller)
- Brooke Bloom (Cynthia Wells)
- Cristián de la Fuente (Sam Belmontes)

- Tim Speedle avait déjà connu des problèmes avec son arme de service, dans l'épisode 18 de la saison 1 (« Les Experts à la loupe ») : son pistolet était mal entretenu.
- Speedle meurt à la fin de cet épisode, l'acteur qui incarne ce dernier avait demandé de cesser d'apparaître dans la série télévisée.

### Épisode 2:Témoin protégé
- États-Unis : 27 septembre 2004
- France : 8 aout 2006 sur TF1
- Québec : 10 septembre 2007 sur Séries+

- États-Unis : 19,72 millions de téléspectateurs[7] (première diffusion)
- France : 7,399 millions de téléspectateurs[8] (Première diffusion)

- Laz Alonso (Deuce Deuce / Dennis Delabeck)
- Noah Gray-Cabey (Stevie Valdez)
- Karla Osella (Jennifer Valdez)
- Channing Tatum (Bob Davenport)
- Bokeem Woodbine (B-Slick / Byron Middlebrook)
- Stephen Tobolowsky (Don Haffman)
- Marlene Forte (Juge Veracruz)
- Andrea Bendewald (Monica Reynoso)
- Boti Ann Bliss (Valera)
- David Lee Smith (Lieutenant Rick Stetler des Affaires Internes)
- Kevin McCorkle (Capitaine Jack Pine)

### Épisode 3:L'Ange noir
- États-Unis : 4 octobre 2004
- France : 13 mars 2005 sur TF1
- Québec : 17 septembre 2007 sur Séries+

- États-Unis : 20,75 millions de téléspectateurs[9] (première diffusion)
- France : 6,97 millions de téléspectateurs[10] (Rediffusion) (36,2%)

- Amelia Cook (Katrina Hannagan)
- Jesse Head (Pete)
- John Heard (Kenwall "Duke" Duquesne)
- Jonathan Silverman (Jay Seaver)
- Brian Poth (Tyler Jenson)
- Daniel Murray (Travis Madison)
- Meredith Monroe (Claudia Sanders)
- Steven Meek (Martin Perlman)
- Jack Kyle (Larry Grill)
- Boti Ann Bliss (Valera)
- Thomas Scott II (Gérant)

Une jeune femme, Katrina Hannagan, se fait écraser par un bus. Horatio ne veut pas croire à la thèse du suicide, et en plus de cela, Alexx a déterminé que quelqu'un l'a poussée. L'enquête se tourne vers le petit-ami de la victime, Jay Seaver. Un autre corps, collègue et en même temps adversaire de Jay, a été retrouvé mort dans une cage d'ascenseur du bureau où il travaille. Le petit-ami devient alors suspect n°1 dans l'enquête.
- C'est la première apparition dans la série du personnage de Ryan Wolfe, interprété par Jonathan Togo.
- Le père de Calleigh avait déjà occasionné des soucis à sa fille, comme dans l'épisode « Dangereuse collaboration » (saison 1, épisode 19) où il était présenté comme quelqu'un étant souvent en état d'ivresse, sa fille devant le chercher ivre mort dans les bars.

### Épisode 4:Crimes sur le campus
- États-Unis : 11 octobre 2004
- France : 11 mars 2008 sur TF1
- Québec : 24 septembre 2007 sur Séries+

- États-Unis : 21,94 millions de téléspectateurs[11] (première diffusion)
- France : 7,4 millions de téléspectateurs[6] (première diffusion)

- Don Fischer (Golfeur #1)
- Andrew St. John (Daniel Kleiner)
- Finn Wittrock (Chad Van Horn)
- David Marshall Grant (Phillip Brooks)
- Tim Kelleher (Garde de sécurité Burns)
- Brian Poth (Tyler Jenson)
- Sam Huntington (Justin Gillespie)
- Kate Mara (Stephanie Brooks)
- Jack Coleman (Martin Gillespie)
- Teal Redmann (Sarah Mitchell)
- Boti Bliss (Valera)
- Lorena York (Madonna Arias)
- Cristián de la Fuente (Sam Belmontes)
- Amanda Detmer (Marie Mancini)
- Douglas Spain (Raul Arias)
- Francesco Quinn (Fidel Barroso)
- Tim Abell (Donny Slater)

### Épisode 5:Fraudes majeures
- États-Unis /  Canada : 18 octobre 2004
- France : 20 mars 2005 sur TF1
- Québec : 1er octobre 2007 sur Séries+

- États-Unis : 19,81 millions de téléspectateurs[12] (première diffusion)
- Canada : 2,337 millions de téléspectateurs[13]
- France : 6,29 millions de téléspectateurs[14] (rediffusion)

- Jay Bontatibus (Mr. Muscles)
- Janelle Inez (Femme sexy)
- Briana Nicole Deutsch (Jenny Price)
- Jonathan Scarfe (Chase Shaw)
- Paul Wasilewski (Jack Warner Bradford)
- Emilie de Ravin (Venus Robinson)
- Brian Poth (Tyler Jenson)
- Jayne Brook (Mia Eckhart)
- Oksana Lada (Nina Revay / Sandy)
- Lawrence Monoson (Tommy Novac)
- Peter Franzén (Ivan Radu)
- Boti Ann Bliss (Valera)
- Joe Maruzzo (Wayne King)
- Chris Olivero (Kevin Lewiston)
- Cristián de la Fuente (Sam Belmontes)
- Irene A. Hoffman (Femme Hongroise)

### Épisode 6:Le Verdict du tueur
- États-Unis : 25 octobre 2004
- France : 25 novembre 2008 sur TF1
- Québec : 8 octobre 2007 sur Séries+

- États-Unis : 21,94 millions de téléspectateurs[15] (première diffusion)
- France : 6,588 millions de téléspectateurs[16] (première diffusion)

- Julie Skon (Lori Parker)
- J. August Richards (S.A. Bob Villa)
- Sterling Macer Jr (Carl Tepper)
- Martin Grey (Jim Wilson)
- Susan Ward (Ginger Wadley)
- Kendall Schmidt (Dominic Abeyta)
- Vincent Angell (Leonard Jakes)
- Lester James Brandt (Donny Lopez)
- Alex Buck (Ray Caine, Jr.)
- Elisa Leonetti (Miranda Lopez)
- Alyssa Diaz (Chelsea Lopez)
- Brooke Bloom (Cynthia Wells)
- Daniel Smith (Michael Cyger)
- Alex Black (Christopher Owens)
- Caitlin Mowrey (Kelli Fritz)
- Christina Chang (Rebecca Nelson)
- Shelli Bergh (Paula Muro)
- Brian Poth (Tyler Jenson)
- David Lee Smith (Lieutenant Rick Stetler des Affaires Internes)

### Épisode 7:Vague criminelle
- États-Unis : 8 novembre 2004
- France : 5 octobre 2005 sur TF1
- Québec : 15 octobre 2007 sur Séries+

- États-Unis : 22,09 millions de téléspectateurs[17] (première diffusion)
- France : 8,6 millions de téléspectateurs[18] (première diffusion)
- France : 10,485 millions de téléspectateurs[19] (Rediffusion 2007)

- Amanda Russell (Anna)
- Pedro Miguel Arce (Leon Caldwell)
- Louis Mandylor (Steve Riddick)
- Manny Suarez (Charlie)
- Christina Chang (Assistante du procureur Rebecca Nevins)
- Beth Broderick (Mona Daniels)
- Manny Perez (Manny Orantes)
- David Allen Brooks (Ed Miller)
- Brian Bloom (Scott Riley)
- Laura Regan (Mara Riley)
- Kaiyana Rain (Urgentiste)
- David Lee Smith (Lieutenant Rick Stetler des Affaires Internes)
- Corbin Allred (Alice Arena)
- John Kassir (Farley Wheeler)
- Brian Poth (Tyler Jenson)
- Armando Valdes (Aaron Peters)
- Boti Ann Bliss (Valera)
- Tamara Taylor (Dr Leslie Harrison)
- Matt Champagne (Dr Greismer)
- Nicole Rawlins (Femme Sexy)
- Jodi Harris (Woman)
- Kieran Campion (Jarrod Walker)
- Kasey Wlison (Regina Deacon)
- Ricardo Molina (Patrouilleur)

Les experts enquêtent sur deux affaires. Dans la première, alors qu'un tsunami qui s'est déclenché dans l'océan Atlantique s'apprête à dévaster les côtes de Floride, et que les habitants de Miami ont peu de temps pour évacuer la ville, deux personnes sont retrouvées assassinées sur le parking d'un supermarché. Il ne s'agit pas d'un couple, mais, sachant que l'homme sortait tout juste de prison, Horatio est persuadé que des malfaiteurs sont sur le point de réaliser le braquage d'une banque pendant la cohue générale. 

### Épisode 8:Dangereuse rencontre
- États-Unis : 15 novembre 2004
- France : 27 mars 2005 sur TF1
- Québec : 22 octobre 2007 sur Séries+

- États-Unis : 22,48 millions de téléspectateurs[20] (première diffusion)
- France : 9,068 millions de téléspectateurs[19] (Rediffusion)

- Mark Devine (Richard Laken)
- Deborah Zoe (Kelley Sloane)
- Marcus Chiat (Chad Gibbs)
- Susan Walters (Mary Kinnan)
- Debi Mazar (Rebecca Briggs)
- John Ales (Mike Tibbetts)
- Scott William Winters (Fred Kinnan)
- Brian Poth (Tyler Jenson)
- Boti Ann Bliss (Valera)
- Vanessa Bell Calloway (Tonya Washington)
- Bradley White (Stanton Hayes)
- Steve Cell (Jack Webster)

### Épisode 9:Pirates de l'Atlantique
- États-Unis : 22 novembre 2004
- France : 19 juin 2005 sur TF1
- Québec : 29 octobre 2007 sur Séries+

- États-Unis : 22,12 millions de téléspectateurs[21] (première diffusion)
- France : 6,0 millions de téléspectateurs[22] (première diffusion)
- France : 6,555 millions de téléspectateurs[23] (rediffusion 2009)

- Malaya Rivera Drew (Lieutenant Colleen Mendez)
- Paul Dillon (Owen Harrell)
- Philipp Karner (Adam Kalmenson)
- Josh Braaten (Brian Waterton)
- Owen Harrell (Paul Dillion)
- Tony Genaro (Roberto Lopez)
- Will Collyer (Chip Manning)
- Teddy Lane Jr. (Commandant du SWAT)
- Dave Power (Darryl Morgan)
- Mark Derwin (Wesley Morgan)
- Boti Ann Bliss (Valera)
- Roy Werner (Bart Roberts)
- Brooke Bloom (Cynthia Wells)

### Épisode 10:La Chute
- États-Unis : 29 novembre 2004
- France : 3 avril 2005 sur TF1
- Québec : 5 novembre 2007 sur Séries+

- États-Unis : 22,71 millions de téléspectateurs[24] (première diffusion)
- France : 7,26 millions de téléspectateurs[25] (rediffusion)

- Holly Lynch (Stacy)
- Richard Miro (Gérant de l'immeuble)
- Daniel Betances (Officier Payton)
- Megan Boye (Donna Scott)
- Josh Randall (Edward Mathis)
- Dax Griffin (Doug Ramsey)
- Galyn Görg (Directrice de la galerie d'art)
- Christina Chang (Assistante du procureur Rebecca Nevins)
- Boti Ann Bliss (Valera)
- David Lee Smith (Lieutenant Rick Stetler des Affaires Internes)
- Cameron Daddo (Stanley Hemming)
- Holmes Osborne (Juge Isaac Greenhill)
- William Allen Young (Juge principal Joseph Ratner)
- Brian Poth (Tyler Jenson)
- Ivan Allen (Propriétaire)

### Épisode 11:Addiction
- États-Unis /  Canada : 13 décembre 2004
- France : 5 octobre 2005 sur TF1
- Québec : 12 novembre 2007 sur Séries+

- États-Unis : 20,54 millions de téléspectateurs[26] (première diffusion)
- Canada : 2,509 millions de téléspectateurs[27]
- France : 6,9 millions de téléspectateurs[18] (première diffusion)
- France : 7,481 millions de téléspectateurs[19](Rediffusion)

- Matthew Marsden (Morgan Coleman)
- Dan Cortese (Sal Coleman)
- Holly Valance (Kay Coleman)
- Jose Solano (Enrique)
- Avery Kidd Waddell (Derek Roddison)
- Grace Renn (Lisa)
- Erinn Bartlett (Julie)
- Joseph Kell (Légiste Glen Monroe)
- Boti Ann Bliss (Valera)
- Robert Knepper (Freddy Coleman)
- Brian Poth (Tyler Jenson)
- Onaje Gittens (Officier William Dean)

### Épisode 12:La Guerre des gangs
- États-Unis : 3 janvier 2005
- France : 10 avril 2005 sur TF1
- Québec : 19 novembre 2007 sur Séries+

- États-Unis : 18,49 millions de téléspectateurs[28] (première diffusion)
- France : 7,37 millions de téléspectateurs[25](rediffusion)

- Brian Poth (Tyler Jenson)
- Boti Ann Bliss (Valera)
- Rob Moran (Walter Rockingham)
- Chris Gehrt (Infirmier #1)
- Demetrius Navarro (Ramon Morales)
- Shelley Robertson (Infirmière Mills)
- Judy Greer (Pamela Warren)
- Joseph Soria (Hector Del Rio)
- Matt Schulze (Eddie Davids)
- Rey Gallegos (Jesse Navedo)
- Noel Gugliemi (Rico Dominguez)
- Luis Garcia (acteur) (Johnny Garcia)
- Rosa Blasi (Ana Garcia)
- Jackie Pereida (Carmen Garcia)
- Kathryn Meisle (Mme Seaborne)
- Jason Quinn (Calvin Joyner)

### Épisode 13:De sang froid
- États-Unis : 17 janvier 2005
- France : 22 février 2006 sur TF1
- Québec : 26 novembre 2007 sur Séries+

- États-Unis : 22,04 millions de téléspectateurs[29] (première diffusion)
- France : 9,0 millions de téléspectateurs[30] (première diffusion)

- Brian Poth (Tyler Jenson)
- Boti Ann Bliss (Valera)
- Brady Smith (Officier Rich Insko)
- Trevor Morgan (Patrick Brookner)
- Kirsten Storms (Missy Marshall)
- Christina Chang (Assistante du procureur Rebecca Nevins)
- Christopher Michael Jones (Jake Mann)
- John Doe (Brett Adams)
- Alex Nesic (Jojo / John Johnson)
- Katherine LaNasa (Carla Marshall)
- Shelli Bergh (Paula Muro)

### Épisode 14:Les Vices de Miami
- États-Unis : 7 février 2005
- France : 23 mai 2006 sur TF1
- Québec : 3 décembre 2007 sur Séries+

- États-Unis : 18,82 millions de téléspectateurs[31] (première diffusion)
- France : 9,3 millions de téléspectateurs[30](première diffusion)

- Joshua Dov (Todd Boyce)
- Brooke Bloom (Cynthia Wells)
- Michael B. Silver (Peter Elliott)
- Ed Kerr (Tom Hanford)
- Jennifer Ann Massey (Erica Hanford)
- Jose Pablo Cantillo (Juan Fernandez)
- Boti Ann Bliss (Valera)
- Laura McLauchlin (Melody Simms)
- Bru Muller (Mr. Simms)
- Taso Papadakis (Felix)
- Douglas Bennett (Damon Barker)
- Don Franklin (Bart Jameson)
- Kimberly Kevon Williams (Kelly Jameson)
- Wiley Pickett (Gary Milbanks)
- Michael Trucco (Mitch Lockhart)
- Laurie Fortier (Halle Lockhart)
- Leslie Odom Jr. (Joseph Kayle)
- John Pyper-Ferguson (Eddie Michaelson)
- Adam Grimes (Billy)
- Tony Colitti (Policier Anslow)

### Épisode 15:La Main dans le sac
- États-Unis : 14 février 2005
- France : 22 février 2006 sur TF1
- Québec : 10 décembre 2007 sur Séries+[32]

- États-Unis : 19,35 millions de téléspectateurs[33] (première diffusion)
- France : 9,0 millions de téléspectateurs[30] (première diffusion)

- Gino Anthony Pesi (Agent de sécurité)
- Jud Tylor (Eve Martinkus)
- Brendan Miller (Étudiant de fraternité)
- Myndy Crist (Karla Gardner)
- Jim Davidson (Rod Merrick)
- Marsh Mokhtari (Maitre'D)
- Gonzalo Menendez (Clavo Cruz)
- Armando Valdes (Aaron Price)
- Ann Wood (Hillary Ashleigh)
- Andrew Davoli (Billy Palmero)
- Alisia Geanopulos (Fêtarde)
- Boti Ann Bliss (Valera)
- Sonia Braga (Dona Marta Cruz)
- Castulo Guerra (Général Antonio Cruz)
- Joe Michael Burke (Phillip Gardner)

### Épisode 16:Chasse à l'homme
- États-Unis /  Canada : 21 février 2005
- France : 21 septembre 2005 sur TF1
- Québec : 7 janvier 2008 sur Séries+[34]

- États-Unis : 19,46 millions de téléspectateurs[35] (première diffusion)
- Canada : 2,734 millions de téléspectateurs[36]
- France : 9,356 millions de téléspectateurs[37] (première diffusion)

- Michael Cudlitz (« Mac » MacKern)
- Eric Pierpoint (en) (Capitaine Kyle Donaldson)
- Lochlyn Munro (Rick Adams)
- Hector Atreyu Ruiz (Rico Garza)
- Jennifer Gatti (Claire Bushnell)
- Christopher Cousins (Cyrus Templeton)
- Judson Mills (Ty Radcliffe)
- Jesse Burch (Mort Shapiro)
- Azura Skye (Suzie Barnum)
- Logan Bartholomew (Paul Travers)
- Arielle Kebbel (Pam Carpenter)
- Armando Valdes (Aaron Price)
- Brian Howe (Dale Buford)
- Tyler Kain (Patty James)
- John Terlesky (Larry VanOwen)
- Shelli Bergh (Paula Muro)
- David Paetkau (Jeff McGill)
- Don Swayze (Norm Buford)
- Miles Heizer (Johnny Templeton)
- Jeffrey Donovan (Todd Kendrick)
- Kyndell Rose Crowell (Madison Keaton)
- Cate Cohen (Infirmière)
- Jacques C. Smith (Policier qui surveille)
- Alex Buck (Raymond Caine Jr.)

### Épisode 17:En plein vol
- États-Unis /  Canada : 7 mars 2005
- France : 21 septembre 2005 sur TF1
- Québec : 17 décembre 2007 sur Séries+[38]

- États-Unis : 21,68 millions de téléspectateurs[39] (première diffusion)
- France : 7,5 millions de téléspectateurs[37] (Première diffusion)

- Matthew Butcher (Policier en uniforme)
- John Allen Nelson (Mike Rydell)
- Kenneth Colom (Urgentiste)
- Holt McCallany (Det. John Hagen)
- Greg Evigan (Sean Walsh)
- Brian Poth (Tyler Jenson)
- Brian Stepanek (Andrew Stamler)
- Andrea Silvers (Caitlin Townsend)
- Taryn Manning (Heidi Dillon)
- Joan Severance (Sophie Townsend)
- Michael B. Silver (Peter Elliott)
- Corey Brill (Hamilton Solomon)
- Michael Landes (Nick Marshall)
- Boti Ann Bliss (Valera)

### Épisode 18:Jeux, test et mort
- États-Unis /  Canada : 21 mars 2005
- France : 16 aout 2007 sur TF1
- Québec : 21 janvier 2008 sur Séries+[40]

- États-Unis : 18,93 millions de téléspectateurs[41] (première diffusion)
- Canada : 2,605 millions de téléspectateurs[42]
- France : 7,54 millions de téléspectateurs[43] (première diffusion) (38,9%)

- Tony Hawk (Jake Sullivan)
- Robert Mailhouse (Dave Strong)
- Ethan Cohn (Todd Simmons)
- Brian Poth (Tyler Jenson)
- Jennifer Sky (Sara Piper)
- Kerr Smith (Matthew Wilton)
- Michael Wiseman (Connor Meade)
- Kate Norby (Julie Sullivan)
- Boti Ann Bliss (Valera)
- Hal Ozsan (Brandon Pace)
- Lisa Rotondi (Rachel Thomas)
- Kyle J. Downes (Ron Benson)
- Brooke Bloom (Cynthia Wells)
- James Grimaldi (Bill Waller)
- Paul Hipp (Vince Fisher)

### Épisode 19:Impôt meurtrier
- États-Unis : 11 avril 2005
- France : 16 aout 2007 sur TF1
- Québec : 28 janvier 2008 sur Séries+

- États-Unis : 20,67 millions de téléspectateurs[44] (première diffusion)
- France : 6,86 millions de téléspectateurs[43] (première diffusion) (45,5%)

- Randy J. Goodwin (Jason Whitney)
- Chad Williams (Kevin Renfro)
- Sandrine Holt (Melissa Boone)
- David May (Simon Bremmer)
- Mark Deklin (Russell Edge)
- Andrea Roth (Molly Edge)
- Tim Guinee (Carl Dawson)
- Hunter Allen (Timothy Dawson)
- Zac Efron (Seth Dawson)
- Willie Garson (Ian Sutter)

### Épisode 20:L'Insigne du crime
- États-Unis : 18 avril 2005
- France : 30 mai 2006 sur TF1
- Québec : 4 février 2008 sur Séries+

- États-Unis : 20,11 millions de téléspectateurs[45] (première diffusion)
- France : 8,745 millions de téléspectateurs[46] (première diffusion)

- Natashia Williams (Kim Burton)
- Rick Peters (Robert Smith / Butch Raleigh)
- Lisa Brenner (Gabrielle Marinelli)
- Sandra Prosper (Linda)
- Jason Hill (Mickey Shanigan)
- Rob Swanson (Officer Torino)
- Lindsey McKeon (Noelle)
- David Lee Smith (Rick Stetler)
- Leslie Odom Jr. (Joseph Kayle)
- Jon Bernthal (Harry Klugman)
- Brian Poth (Tyler Jenson)
- Boti Ann Bliss (Valera)
- Yvette Nipar (Lucy Raleigh)
- Max Martini (Bob Keaton)
- Al Vicente (Clint Roster)
- Stephen Tobolowsky (Don Haffman)
- Andrea De Oliveira (Patti Welborn)
- Frank Alvarez (Randell Welborn)
- Shelli Bergh (Paula Muro)

### Épisode 21:8 heures chrono
- États-Unis : 2 mai 2005
- France : 30 mai 2006 sur TF1
- Québec : 11 février 2008 sur Séries+

- États-Unis : 20,70 millions de téléspectateurs[47] (première diffusion)
- France : 8,42 millions de téléspectateurs[46] (première diffusion)

- Tracey Needham (Cheri Lyle)
- Brian Tahash (Don Landis)
- Bill Sage (Brad Manning)
- Liana Liberato (Amy Manning)
- Natalia Baldwin Leon (Journaliste)
- David Gianopoulos (Vincent Lesca)
- Paul Green (Greg Rondinelli)
- Kimiko Gelman (Dr Nicole Talcott)
- McKinley Freeman (Policier en uniform)
- Michelle Ann Johnson (Valerie Adams)
- Brian Poth (Tyler Jenson)
- John Heard (Kenwall « Duke » Duquesne)

### Épisode 22:Dernier Match
- États-Unis : 9 mai 2005
- France : 30 mai 2006 sur TF1
- Québec : 18 février 2008 sur Séries+

- États-Unis : 20,01 millions de téléspectateurs[48] (première diffusion)
- France : 8,016 millions de téléspectateurs[46](première diffusion)

- Dylan Neal (Patrick Hale)
- Jessica Stone (Krystal Sneed)
- Megan Ward (Jennie Hale)
- Katy Selverstone (Michelle Day)
- Christian Monzon (Officier Joe McCue)
- Nick Jaine (Assistant Légiste Scott Sanders)
- Max Martini (Bob Keaton)
- Holt McCallany (John Hagen)
- Richard Speight Jr. (Kevin Banks)
- Armando Valdes-Kennedy (Aaron Peters)
- Kimiko Gelman (Dr Nicole Talcott)
- Paul Fitzgerald (Dan Winslet)
- Andre Royo (Julio Pena)
- Marcus Patrick (Luis Riviera)
- Tyler Goucher (Patrick Hale ado)
- Gregory Mikurak (Dan Winslet ado)
- Lance Reddick (David Park)
- Eli Danker (Richard Thomason)

### Épisode 23:Sur les pas du tueur
- États-Unis : 16 mai 2005
- France : 10 décembre 2006 sur TF1
- Québec : 25 février 2008 sur Séries+

- États-Unis : 22,98 millions de téléspectateurs[49] (première diffusion)
- France : 8,184 millions de téléspectateurs[50] (première diffusion)

- Rex Linn (Frank Tripp)
- Eric Roberts (Ken Kramer)
- Stephen Tobolowsky (Don Haffman)
- Shelli Bergh (Paula Muro)
- Cindy Pickett (Miranda Lewis)
- Megan Follows (Beth Grand)
- Kent Faulcon (Agent pénitentiaire)
- David Norona (Joshua Greenfield)
- David Lee Smith (Rick Stetler)
- Alex Buck (Raymond Caine Jr.)
- Sam Vance (Policier en uniforme)
- Kimiko Gelman (Dr Nicole Talcott)
- W. Earl Brown (Jesse Kramer)
- Christopher Shyer (Larry Hargrove)
- Javier Grajeda (Agent pénitentiaire #1)
- Lawrence Lejohn (Agent pénitentiaire #2)
- Jerry Giles (Agent pénitentiaire #3)

### Épisode 24:Révélations
- États-Unis : 23 mai 2005
- France : 6 juin 2006 sur TF1
- Québec : 3 mars 2008 sur Séries+[51]

- États-Unis : 21,22 millions de téléspectateurs[52] (première diffusion)
- France : 9,2 millions de téléspectateurs[30] (première diffusion)

- Matt Cedeno (Gary)
- Charity Guthrie (Amanda)
- Maliabeth Johnson (Tiffany)
- Kirk "Sticky" Jones (Scott Owens)
- Holt McCallany (Det. John Hagen)
- Adam Chambers (Brandon Miller)
- Alex Feldman (Matt Young)
- Amy Laughlin (Erica Shaw)
- Stephen Ramsey (Sergent Wayne Stoddard)
- Lance Reddick (David Park)
- Armando Valdes-Kennedy (Aaron Peters)
- Susan Pari (Linda Rivers)
- Bill Bolender (Ralph Windham)
- Alex Buck (Ray Caine Jr.)
- Deep Katdare (Nassar)
- Dean Winters (Raymond Caine)
- Brian Poth (Tyler Jensen)